# Mike Eman
Michiel Godfried Eman (Oranjestad, 1 september 1961) is een Arubaans politicus. Sinds 28 maart 2025 is hij premier van Aruba. Eerder was hij van 31 oktober 2009 tot 16 november 2017 de derde premier van Aruba. Zijn broer Henny Eman was de eerste premier van Aruba, van 1 januari 1986 tot 9 februari 1989, en was daarna nog tweemaal premier tussen 29 juli 1994 en 30 oktober 2001. Mike Eman is tevens de leider van de Arubaanse Volkspartij (AVP). Voor zijn premierschap was hij sinds 2001 statenlid en oppositieleider namens de AVP. Hij was sinds 2021 opnieuw lid van de Staten van Aruba.

## Leven
Mike Eman is lid van een familie van vooraanstaande AVP-politici op Aruba. Zijn grootvader, ook Henny Eman, was de stichter van de christendemocratische partij, de Arubaanse Volkspartij (AVP), en wordt beschouwd als de grondlegger van de moderne Arubaanse politiek. Ook zijn vader, Shon A Eman, was voorman van de AVP en groot pleitbezorger van een aparte status voor Aruba binnen het Koninkrijk der Nederlanden. Eman ging op Aruba naar de middelbare school en studeerde af in Antilliaans recht (1992) en Notarieel recht (1996) aan de universiteit van de Nederlandse Antillen. Tijdens het eerste kabinet Henny Eman fungeerde hij als perschef en rechterhand van de premier. Van 1992 tot 2001 werkte hij op een notariskantoor.
Eman is getrouwd met Doina Neagoy. 

## Politieke loopbaan
Eman begon zijn formele politieke carrière in september 2001 toen hij op de lijst van de AVP verscheen. De verkiezingen van 2001 gingen niet in het voordeel van de AVP waardoor de partij vier zetels in het parlement verloor. Dit leidde tot de beslissing van de AVP-leider, Tico Croes, om afstand te doen van zijn leiderschap. Het leiderschap werd overgedragen aan ex-minister van Justitie, Eddy Croes. Eman werd de vice-president van de partij. Van 2001 tot 2009 was hij lid van de Staten van Aruba en fractieleider namens de AVP. In 2003 werd hij gekozen tot leider van de AVP. Na de verkiezingen van 2005 heroverde de AVP 2 zetels, en kwam Eman naar voren als de facto stemmentrekker van de verkiezingen, met meer dan 12% van de stemmen op zijn naam. Hij bleef op rij de grootste stemmentrekker in de verkiezingen van 2009, 2013 en 2017.
| Verkiezing | Lijst | Positie op lijst | Stemmen |
| ---------- | ----- | ---------------- | ------- |
| 2001       | AVP   | nr. 3            | 3933    |
| 2005       | AVP   | nr. 1            | 6188    |
| 2009       | AVP   | nr. 1            | 8068    |
| 2013       | AVP   | nr. 1            | 8222    |
| 2017       | AVP   | nr. 1            | 7822    |
| 2021       | AVP   | nr. 1            | 6668    |
| 2024       | AVP   | nr.29            | 5277    |

Eman werd informateur na de verkiezingen van 2009 en 2013, die de AVP een absolute meerderheid in de Staten van Aruba opleverden. Dit resulteerde in de kabinetten Mike Eman I en Mike Eman II. 
Na zetelverlies bij de verkiezingen in 2017 stapte hij op als partijleider en deed hij afstand van zijn statenzetel. De nederlaag werd in verband gebracht met de zaak-Paul Croes, die als minister van sociale zaken in de regering-Eman in augustus 2016 werd gearresteerd op verdenking van handel in werk- en verblijfsvergunningen. Premier Eman bleef zijn minister de hand boven het hoofd houden, maar in februari 2019 werd Croes inderdaad schuldig bevonden en veroordeeld tot vier jaar gevangenisstraf.
Tijdens het AVP-partijcongres op 2 september 2018 stelde hij zich wederom herkiesbaar voor het partijleiderschap. Hij was van 2021 tot 2024 oppositieleider in de Staten van Aruba. Kort voor de Statenverkiezingen van 6 december 2024 schoof Eman de jonge politicus Wendrick Cicilia naar voren als lijsttrekker van de AVP, maar bleef zelf partijleider. De partij werd met negen zetels de grootste in de Staten. Als lijstduwer op de lijst werd Eman toch weer gekozen als Statenlid. Samen met Gerlien Croes werd hij aangewezen tot formateur, nadat de partijen AVP en FUTURO op 27 december 2024 een bereidheidsverklaring tot het vormen van een coalitieregering hadden getekend. Op 28 maart 2025 beëdigde gouverneur Boekhoudt de zes ministers van het nieuwe kabinet-Eman.
Henny Eman · 
Nelson Oduber · 
Mike Eman · 
Evelyn Wever-Croes · 
Mike Eman ·